# 福島県立会津学鳳中学校・高等学校
福島県立会津学鳳中学校・高等学校（ふくしまけんりつ あいづがくほうちゅうがっこう・こうとうがっこう）は、福島県会津若松市一箕町大字八幡字八幡にある県立中学校・高等学校。福島県で最初の併設型中高一貫校である。

## 概要
歴史
福島県立若松女子高等学校を前身とする。旧通称は「若女」（わかじょ）。2007年に福島県立会津学鳳中学校を併設し、併設型中高一貫校となった。
設置課程・学科
- 全日制課程
  - 総合学科

校是
- 「夢」・・・地域とともに夢をはぐくむ学校
- 「愛」・・・豊かな感性をはぐくむ学校
- 「力」・・・自立し社会に貢献できる力をはぐくむ学校

教育方針
夢と学ぶ意欲を育み、知・徳・体の調和の取れた視野の広い心身ともに健全な人間を育成する全人教育を行う。
校章
鳳凰が悠々と大きく羽ばたく様子を、直線と緩やかな曲線の使い分けで構成したデザインになっている。
校歌
題名は、『福島県立会津学鳳高等学校　校歌　～空よ～』。作詞は林真理子、作曲は三枝成彰による。
その他
2018年4月に小惑星43605(仮符号2001WD16)が生徒の提案によりGakuho（学鳳）という名前になった。

## 沿革
- 1924年 - 若松実業女学校として創立。若松第五尋常高等小学校（現在の謹教小学校）に併設。修了年限2か年、生徒定員100名、教員数3名
- 1935年 - 福島県若松市実業女子青年学校に組織変更
- 1940年 - 福島県若松実科高等女学院に組織変更
- 1942年 - 福島県若松高等女学校に組織変更
- 1947年 - 県へ移管、福島県立若松高等女学校と改称。
- 1948年 - 学制改革により、福島県立若松女子高等学校となる。普通科を設置。
- 1953年 - 家政科を設置。
- 2002年 - 福島県立会津学鳳高等学校に名称変更。同時に男女共学高校となった。設置学科を総合学科に転換する。
- 2007年4月 - 併設型中高一貫教育校として福島県立会津学鳳中学校を併設する。
- 2007年9月 - 会津若松市追手町から会津若松市一箕町の富士通工場跡地に移転。
- 2010年 - 文部科学省より、スーパーサイエンスハイスクール（SSH）に5年間指定される。
- 2016年 - 文部科学省より、スーパーサイエンスハイスクール（SSH）に5年間再指定される。
- 2021年 - 文部科学省より、スーパーサイエンスハイスクール（SSH）に5年間再指定される。

## 履修可能な科目
高等学校は総合学科の特色として、2年次からは多様な進路に対応した多数の科目から履修科目を選択することができる。また、国数英などの主要教科は中学からの内部進学の生徒と高校受験を経て入学した生徒とでクラスが分けられ、偏差値も大きく異なる。
以下では芸術系、情報系などの進路に対応した科目を紹介している。特記しない場合は3年次選択可能な科目である。
美術系
- 素描（2年次選択可能）
- 絵画（2年次選択可能）
- 版画
- デザインI、II※
- 陶芸※

音楽系
- 音楽理論
- 音楽史
- 演奏研究
- ソルフェージュ（2年次選択可能）
- 声楽
- 器楽
- ピアノⅠ（2年次選択可能）、II※

書道系（教養）
- 篆刻・刻字※
- 実用書道※（2年次選択可能）
- 硬筆書写1、2※
- 書道条幅※（2年次選択可能）
- 日本語I、II、III ▲
- 日本文化I、II、III ▲

情報系
- 情報の表現と管理（２年次のみ）
- 情報テクノロジー（２年次のみ）
- アルゴリズムとプログラム（３年次理系のみ）
- ネットワークシステム
- 情報メディア
- 情報デザイン
- 表現メディアの編集と表現
- 情報コンテンツ実習

家庭・福祉系
- 子どもの発達と保育
- フードデザイン
- 社会福祉基礎

体育系
- スポーツI、II、III（2年次、3年次ともに履修可能）

※印のある科目は学校設定科目　▲印のある科目は主に留学生などが履修する場合が多い。
極端に履修生徒が少ない場合は、職員会議によって科目講座の開設が審議される。年度によって開設されない講座もある。

## 部活動
中学校
運動部
- 陸上競技
- 女子バスケットボール
- バドミントン
- ソフトテニス
- 野球
- 弓道
- 剣道
- なぎなた
- 特設水泳

文化部
- 情報科学
- 器楽
- 吹奏楽
- 合唱
- 書道
- 美術
- 特設茶道

高等学校

※印のある部は中学校との連携がある。
運動部
- 野球
- 陸上競技
- バスケットボール
- バレーボール
- ソフトボール
- 卓球
- バドミントン
- 硬式テニス
- 水泳
- 弓道※
- 剣道※
- なぎなた※
- サッカー
- スキー（休部）

文化部
- 器楽※
- 吹奏楽※
- 合唱※
- 美術※
- 演劇
- 文芸
- 茶道※
- 書道※
- 英語研究
- 華道
- 写真
- SSH探究(2021年度より5年間の再々指定)
- 生活（食物、被服、児童研究）
- 職業研究
- JRC

特に陸上競技部、なぎなた部、弓道部、合唱部は全国大会への出場経験がある。
文化部では、福島県にも少なく会津地方にほかにない弦楽合奏の器楽部、黒板アート甲子園で最優秀賞を受賞した美術部、この学校の特色と言えるSSH探究部がある。SSH探究部では、実験、研究成果の発表など、様々な活動をしている。

## 著名な出身者
- 馬場祥江 - 1956 ミス・ユニバース日本代表
- 目黒香苗 - トリノオリンピックバイアスロン競技日本代表
- 武尾咲希 - プロゴルファー　2015年プロテスト合格

## 交通
- JR磐越西線会津若松駅下車(徒歩20分、会津バス利用山見町バス停下車